# Борисівка (Звягельський район)
Борисі́вка (до 1946 року — Тожи́р) — село в Україні, у Звягельській міській територіальній громаді Звягельського району Житомирської області. Кількість населення становить 421 особу (2001). У 1923—54 роках — адміністративний центр однойменної сільської ради.

## Населення
В другій половині 19 століття, за Теодоровичем, в Тожирі та Груді налічувалося 105 дворів, жителів: 821 православних, 8 католиків та 18 юдеїв. У 1885 році налічувалося 70 дворів та 353 жителів.
Відповідно до результатів перепису населення Російської імперії 1897 року, загальна кількість мешканців села становила 551 особу, з них: православних — 539, чоловіків — 271, жінок — 280.
У 1906 році налічувалося 560 жителів, дворів — 90, станом на 1923 рік в поселенні нараховано 147 дворів та 737 мешканців.
Відповідно до результатів перепису населення СРСР, кількість населення, станом на 12 січня 1989 року, становила 479 осіб. Станом на 5 грудня 2001 року, відповідно до перепису населення України, кількість мешканців села становила 421 особу.

## Історія
У 1577 році належало князеві Корецькому, котрий платив з трьох димів та трьох городів. У першій половині XVII століття посесорами села Тожир були руські бояри, шляхтичі Бабинські. На 1629 рік в селі нараховувалось 40 димів, що належали мозирському маршалку Івану Андрійовичу Бабинському. В 1642 році Іван Бабинський записує село на Самійла Козинського.
Згадується в акті від 7 травня 1721 року як село Тозира, що перебувало у володінні Менжинських. В другій половині 19 століття — село Тожир Піщівської волості Новоград-Волинського повіту, за 120 верст від Житомира та 30 верст від Новограда-Волинського. Найближча поштова станція — в Дідовичах, за 3 версти, найближча залізнична станція — Славута. Дерев'яну, на кам'яному підмурівку, криту бляхою, церкву збудовано у 1860 році, за кошти місцевої поміщиці — графині Потоцької. Реконструйована у 1869 та 1871 роках, на кошти парафіян. Землі при церкві — понад 91 десятин. До складу парафії входило село Груд. Парафіяльну школу збудовано у 1863 році. Належало до піщівського маєтку графині Марії Потоцької.
У 1885 році — колишнє власницьке село Піщівської волості Новоград-Волинського; була церковна парафія.
У 1906 році — село Піщівської волості (1-го стану) Новоград-Волинського повіту Волинської губернії. Відстань до повітового центру, міста Новоград-Волинський, становила 18 верст, до волосного центру, с. Піщів — 4 версти. Найближче поштово-телеграфне відділення розташовувалося в Дідовичах.
У 1923 році увійшло до складу новоствореної Тожирської (згодом — Борисівська) сільської ради, котра, від 7 березня 1923 року, включена до складу новоутвореного Пищівського (згодом — Ярунський) району Житомирської (згодом — Волинська) округи, адміністративний центр ради. Розміщувалося за 4 версти від районного центру, с. Піщів.
7 червня 1946 року, відповідно до указу Президії Верховної ради Української РСР «Про збереження історичних найменувань та уточнення і впорядкування існуючих назв сільрад і населених пунктів Житомирської області» с. Тожир перейменоване на с. Борисівка.
11 серпня 1954 року, відповідно до указу Президії Верховної ради УРСР «Про укрупнення сільських рад по Житомирській області», Борисівську сільську раду ліквідовано, с. Борисівка включене до складу Дідовицької сільської ради Ярунського району. 4 червня 1958 року, в складі сільської ради, внаслідок ліквідації Ярунського району, увійшло до Новоград-Волинського району Житомирської області.
У 2020 році територію й населені пункти Дідовицької сільської ради Новоград-Волинського району Житомирської області, відповідно до розпорядження Кабінету Міністрів України № 711-р від 12 червня 2020 року «Про визначення адміністративних центрів та затвердження територій територіальних громад Житомирської області», включено до складу Новоград-Волинської (згодом — Звягельська) міської територіальної громади Новоград-Волинського району Житомирської області.